# Acronicta gasta
Acronicta gasta là một loài bướm đêm trong họ Noctuidae.